# Jingle Jingle
Jingle Jingle è il primo singolo digitale delle 4Minute.
La canzone è stata registrata nel 2009 e pubblicata nel dicembre del 2009.

## Il brano e la pubblicazione
Il brano è cantato dalle 4Minute con la collaborazione di Mario e Amen.
Il brano doveva essere contenuto come quarto singolo dall'Ep For Muzik, ma fu scartato e pubblicato nel dicembre 2009.

### Remix
La versione instrumental è stata inserita nelle tracce del singolo.

## Tracce
1. Jingle Jingle
2. Muzik
3. What a Girl Wants
4. Hot Issue
5. Jingle jingle (inst.)

## Classifiche
| Classifica                 | Posizione massima |
| -------------------------- | ----------------- |
| Gaon Digital chart         | 6                 |
| Gaon Streaming chart       | 4                 |
| Gaon Download chart        | 8                 |
| Gaon BGM chart             | 9                 |
| Gaon Mobile Ringtone chart | 66                |